# Kustskrikuv
Kustskrikuv (Megascops cooperi) är en fågel i familjen ugglor som förekommer i västra Centralamerika.

## Utseende och läte
Kustskrikuven är en medelstor uggla med korta örontofsar och gula ögon. Fjäderdräkten liknar andra skrikuvar, men är relativt ljus och gråaktig. Sången är barsk och studsande. 

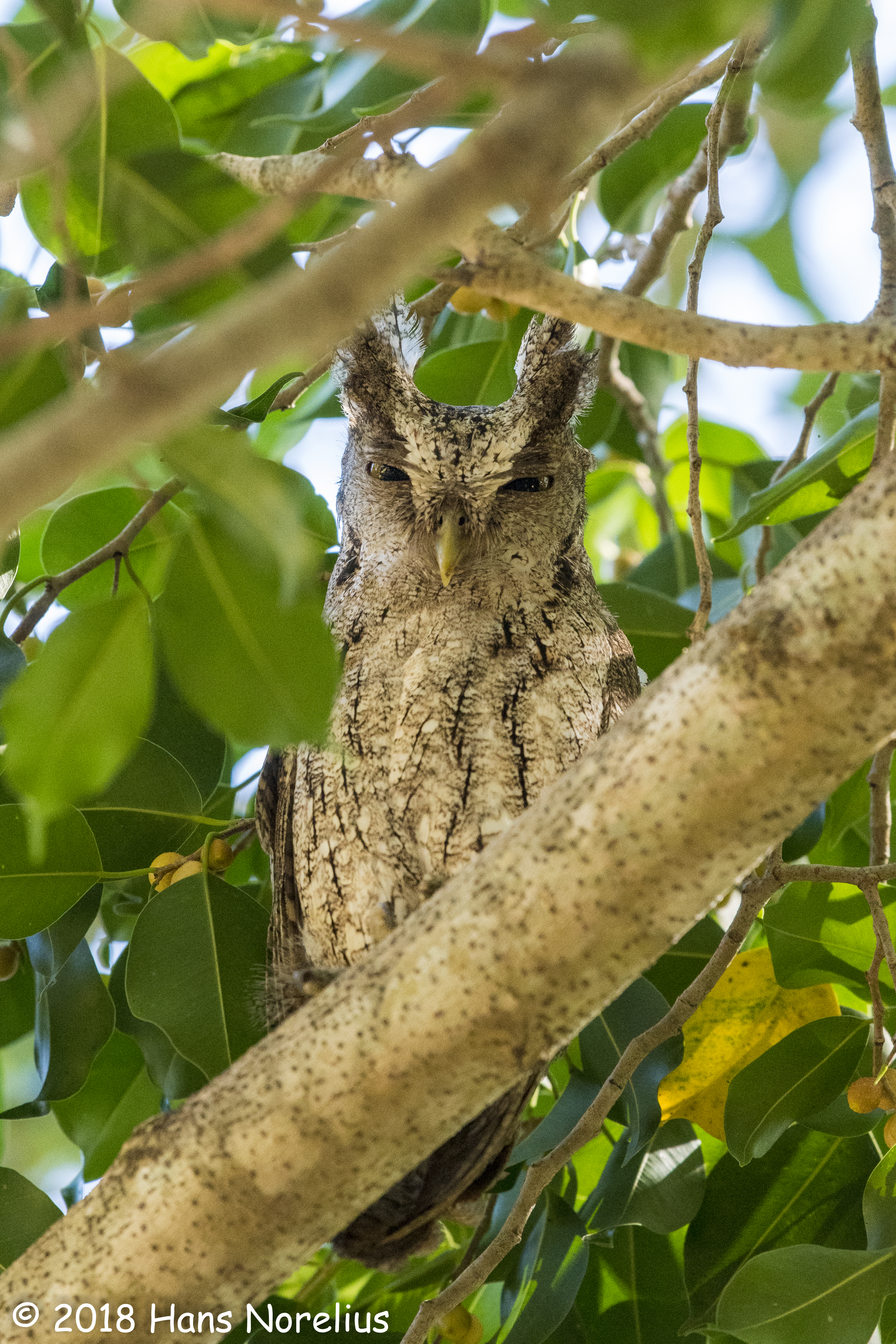

## Utbredning och systematik
Kustskrikuv delas vanligen in i två underarter med följande utbredning:
- Megascops cooperi lambi - förekommer i kusttrakter i södra Mexiko (Oaxaca)
- Megascops cooperi cooperi (inklusive chiapensis) – Stillahavssluttningen i södra Mexiko (östligaste Oaxaca och Chiapas) söderut till nordvästra Costa Rica

## Levnadssätt
Kustskrikuven är relativt vanlig i buskiga skogar och törnskog i låglänta områden. 

## Status och hot
Arten har ett stort utbredningsområde, men tros minska i antal, dock inte tillräckligt kraftigt för att den ska betraktas som hotad. Internationella naturvårdsunionen IUCN listar arten som livskraftig (LC). Beståndet uppskattas till i storleksordningen 50 000 till en halv miljon vuxna individer.